# Myos Hormos
Myos Hormos – starożytny port czerwonomorski wybudowany przez Ptolemeuszów ok. III wieku p.n.e. Wykopaliska przeprowadzone przez Davida Peacocka i Lucy Blue z University of Southampton potwierdzają, że znajdowało się na terenie Quseir al-Quadim, 8 km na północ od nowoczesnego miasta Al-Kusajr w Egipcie.
Niektóre z głównych celów podróży statków handlowych wypływających z portu, znajdowały się w delcie Indusu, w Muziris i Arikamedu w Indiach, z których przywożono przyprawy i kamienie szlachetne. Prawdopodobnie z Chin sprowadzano jedwab. Z portu towary transportowano drogą lądową do Koptos nad Nilem.
Grecki geograf Strabon w pierwszej połowie I wieku n.e. wspomniał o znacznym rozwoju żeglugi z Myos Hormos do Indii w jego czasach. Było to ok. 120 statków w ciągu sezonu.